# St. Georgiwolder Kirche

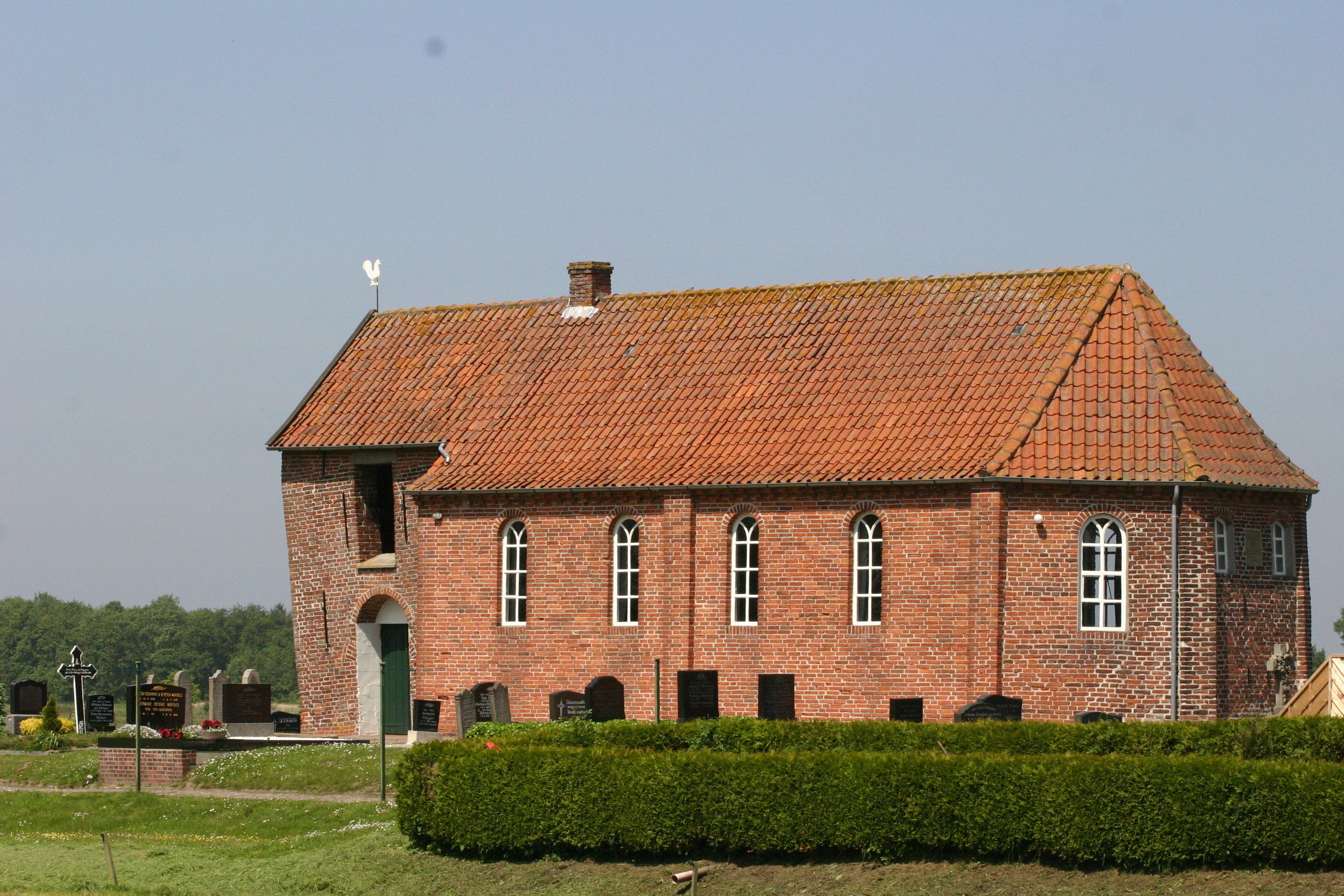
St. Georgiwolder Kirche

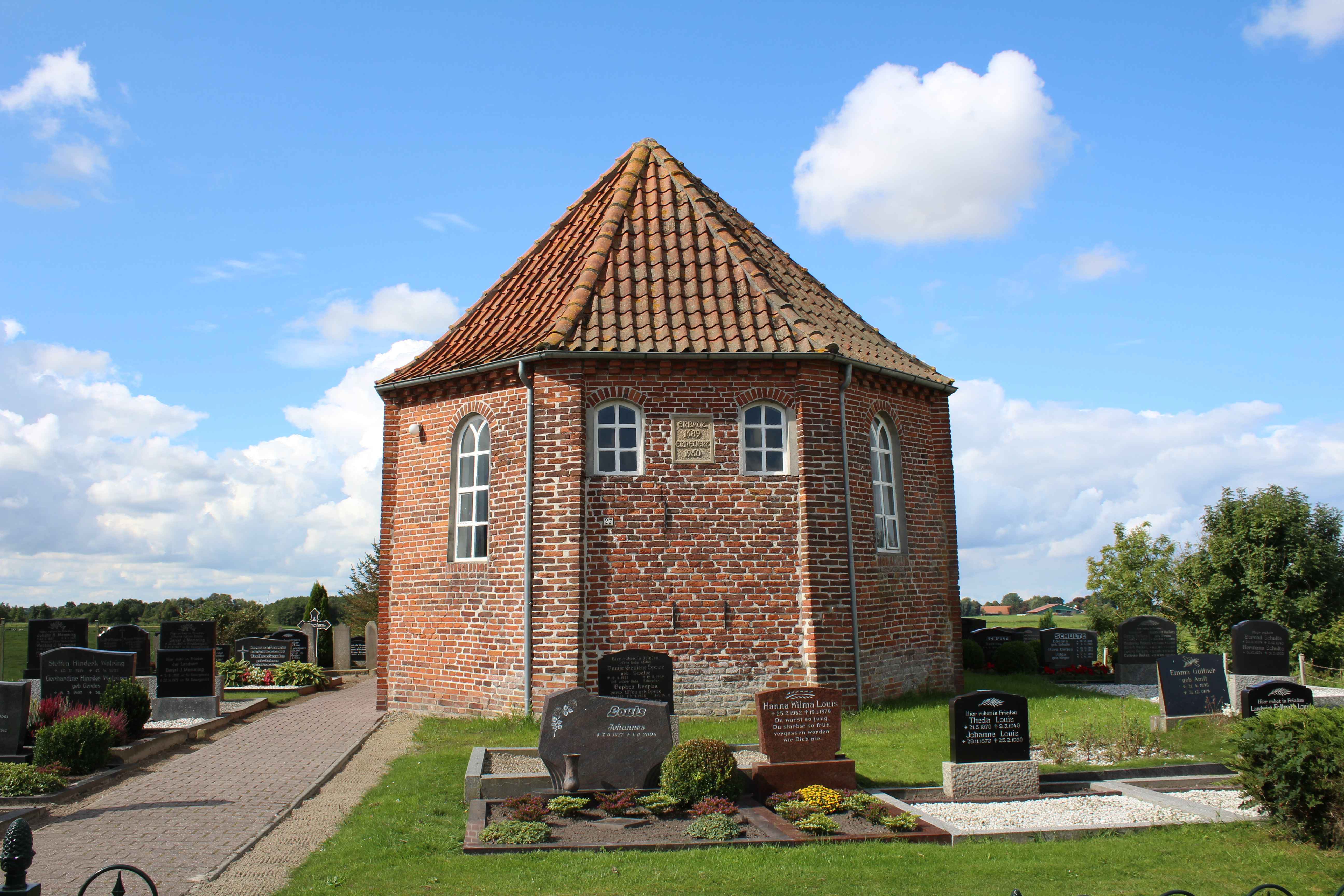
Kirche von Osten

Die St. Georgiwolder-Kirche befindet sich in St. Georgiwold, einem Ortsteil von Weener im ostfriesischen Rheiderland. Die evangelisch-reformierte Backsteinkirche wurde 1689 errichtet.

## Geschichte und Baubeschreibung
Die erste Kirche war dem heiligen Georg geweiht. Sie entstand im Jahr 1464 am Middelweg, der zum Kloster Palmar führte. Erster Pastor in St. Georgiwold war 1584 Sergius Brumanus. Im Zuge der Moorkolonisierung wanderte der Ort immer weiter Richtung Westen und nahm die Kirche jeweils mit. Nachdem die hölzerne Vorgängerkirche 1681 abgängig war und es hineingeregnet hatte, entschloss man sich zum Bau einer ersten Steinkirche weiter westlich. Das heutige Gotteshaus wurde im Jahr 1689 als schlichte Saalkirche erbaut. Alte Balken des Vorgängerbaus wurden wiederverwendet. Für Männer gab es 52 und für Frauen 49 Sitzplätze. Süd- und Nordseite weisen jeweils vier kleine rundbogige Fenster auf, die Ostseite hat drei Fenster.
Im Jahr 1712 wurde der Westturm angebaut, der unter dem verlängerten Kirchendach Platz fand und auch als Eingang dient. Ein Wetterhahn bekrönt das westliche Ende des Dachfirstes. Die ältere Glocke wurde im Jahr 1612 gegossen und hing bereits in der Vorgängerkirche. Die jüngere musste im Ersten Weltkrieg für Rüstungszwecke abgegeben werden. 1936 wurde als Ersatz eine neue Bronzeglocke gestiftet, die jedoch wenige Jahre später im Zweiten Weltkrieg abgeliefert werden musste und eingeschmolzen wurde. Stattdessen erhielt die Gemeinde als Ersatz eine Glocke aus dem Jahr 1746 von der evangelischen Kirchengemeinde im ostpreußischen Trunz.
Ab 1810 sackte das fundamentlose Gebäude ab. Erst 1960 erhielt die Kirche ihr Fundament und wurde auf altem Grundriss neu errichtet, woran die Bauinschrift an der Ostseite erinnert: „ERBAUT 1689 ERNEUERT 1960“.

## Ausstattung

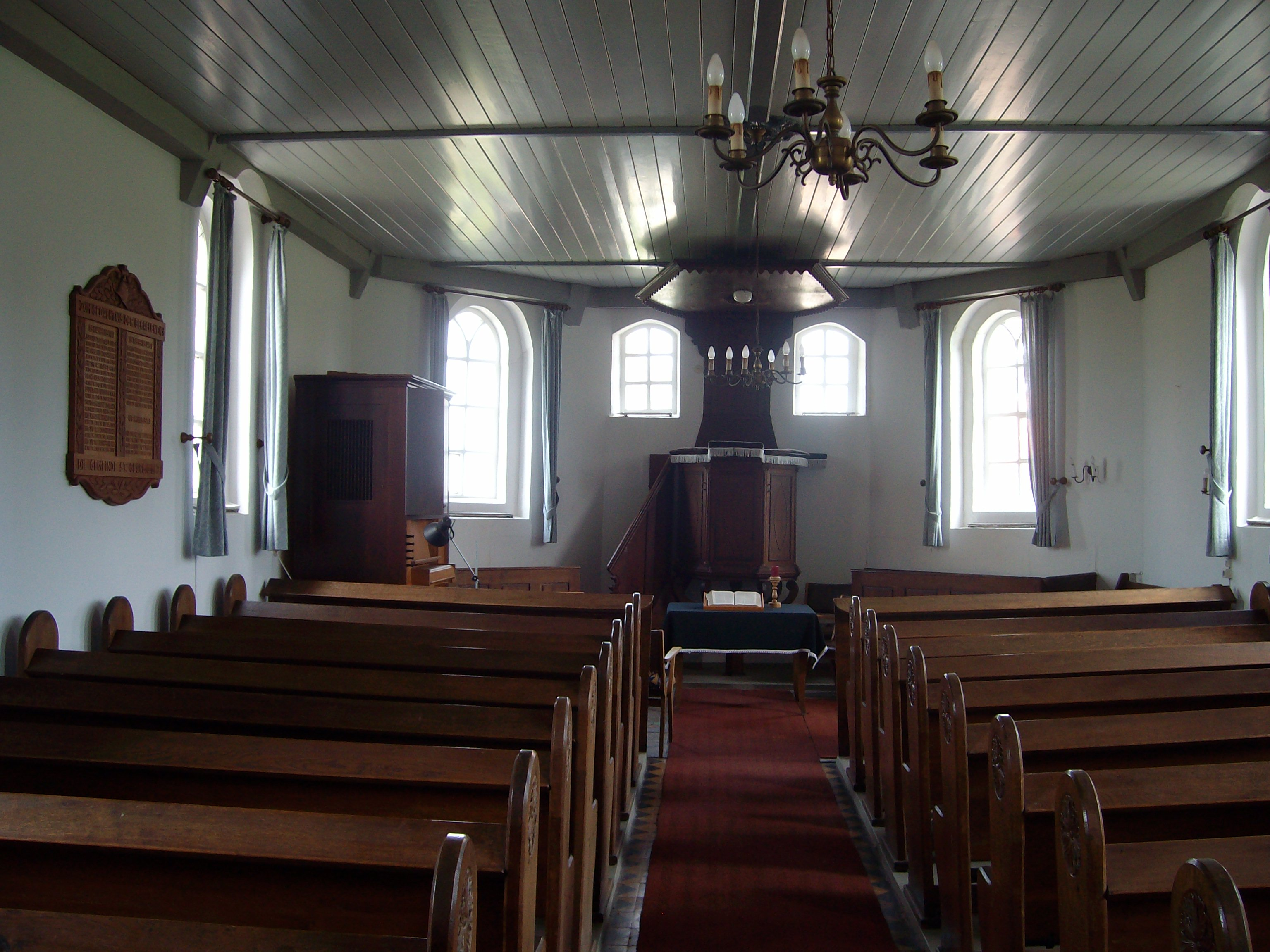
Innenraum

Der Innenraum wird von einer flachen Holzdecke abgeschlossen. Die schlichte hölzerne Kanzel mit sechseckigem Schalldeckel nimmt die Ostseite ein. Das Gestühl, das nach außen leicht ansteigt, wurde im Jahr 1934 von Tischler Brauer aus Möhlenwarf geschnitzt. Die Kirche erhielt im Jahr 2001 eine kleine Orgel der Orgelbaufirma Jehmlich. Das Instrument wurde vermutlich um 1965 mit fünf Registern auf einem Manual und angehängtem Pedal gebaut und stand ursprünglich in Duhnen. Im Jahr 2001 nahm Harm Dieder Kirschner eine Umdisponierung eines Registers vor und überführte die Orgel nach St. Georgiwold. Zu den Vasa Sacra zählen ein Kelch aus dem Jahr 1731, eine Zinnkanne von 1838 sowie eine zinnerne Taufschale und Brotteller. Der Kollektenteller stammt aus dem Jahr 1656.